# Marathon Rotterdam 2015

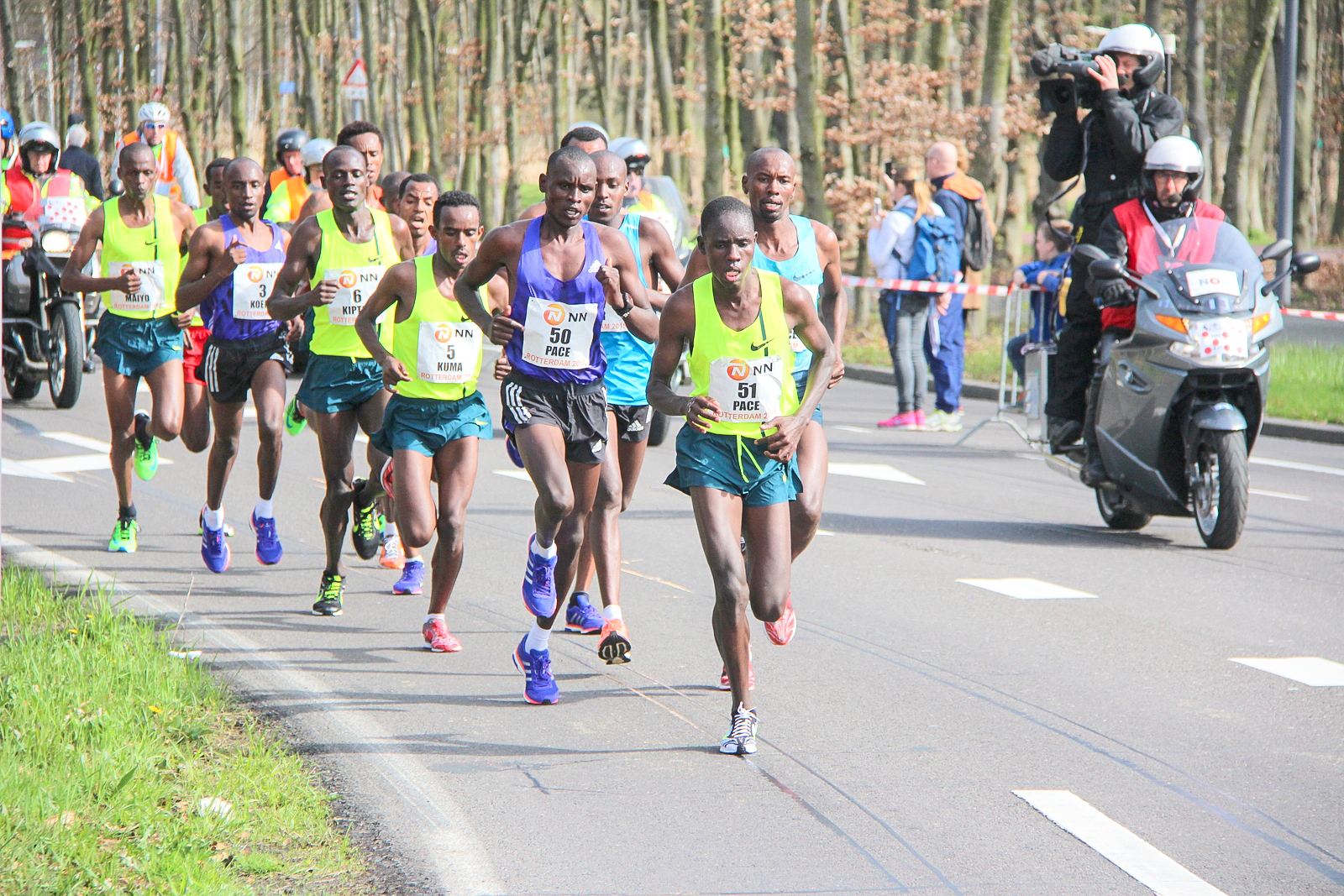
Kopgroep tijdens de wedstrijd

De NN marathon van Rotterdam werd gehouden op zondag 12 april 2015. Het was de 35e editie van deze marathon. De omstandigheden waren redelijk gunstig. Het was zonnig en met een maximale temperatuur van 13 graden voor de wedstrijdlopers (16 graden voor de recreanten) was het niet te warm, maar er stond wel een matige tot vrij krachtige wind.
De Ethiopiër Abera Kuma kwam als eerste man over de finish in een tijd van 2:06.47, waarmee hij ver verwijderd bleef van het parcoursrecord van 2:04.27 uit 2009. De eerste vrouw die de finish passeerde, was de Japanse Asami Kato in een tijd van 2:26.30.
Het evenement was tevens het toneel van het Nederlands kampioenschap marathon. De nationale titel bij de heren ging naar Abdi Nageeye; hij finishte in een tijd van 2:12.33 en behaalde daarmee een negende plaats. Kampioene bij de vrouwen werd Miranda Boonstra in een tijd van 2:32.13.
Het evenement kende naast de marathon de volgende onderdelen:
- 1/4 Marathon Rotterdam (10,55 km)
- Mini Marathon Rotterdam (4,2 km)
- Kids Runs
- Student Runs
- Business Runs

In totaal wisten 11.879 deelnemers de eindstreep te behalen, 1200 meer dan de vorige editie.

## Uitslagen

### Mannen
| rang   | naam                   | land | tijd    | opmerkingen |
| ------ | ---------------------- | ---- | ------- | ----------- |
| Goud   | Abera Kuma             | ETH  | 2:06.47 |             |
| Zilver | Mark Kiptoo            | KEN  | 2:07.21 |             |
| Brons  | Bernard Koech          | KEN  | 2:08.02 |             |
| 4      | Abayneh Ayele          | ETH  | 2:09.21 |             |
| 5      | Feyisa Lilesa          | ETH  | 2:09.55 |             |
| 6      | Paul Pacheco           | PER  | 2:11.01 |             |
| 7      | Reid Coolsaet          | CAN  | 2:11.24 |             |
| 8      | Asmare Abate           | ETH  | 2:12.03 |             |
| 9      | Abdi Nageeye           | NED  | 2:12.33 | 1e NK       |
| 10     | Mergersa Bacha         | ETH  | 2:12.58 |             |
| 11     | Tebalu Zawude          | ETH  | 2:13.06 |             |
| 12     | Michel Butter          | NED  | 2:14.02 | 2e NK       |
| 13     | Willem Van Schuerbeeck | BEL  | 2:15.19 |             |
| 14     | Raul Machacuay         | PER  | 2:15.31 |             |
| 15     | Carmine Buccilli       | ITA  | 2:16.45 |             |
| 16     | David Nilsson          | SWE  | 2:17.19 |             |
| 17     | Gert-Jan Wassink       | NED  | 2:17.34 | 3e NK       |
| 18     | Mick Clohisey          | IRL  | 2:17.43 |             |
| 19     | Thomas Frazer          | USA  | 2:17.45 |             |
| 20     | Gary Thornton          | IRL  | 2:18.22 |             |

### Vrouwen
| rang   | naam                | land | tijd    | opmerkingen |
| ------ | ------------------- | ---- | ------- | ----------- |
| Goud   | Asami Kato          | JPN  | 2:26.30 |             |
| Zilver | Gladys Tejeda       | PER  | 2:28.12 |             |
| Brons  | Krista Duchene      | CAN  | 2:29.38 |             |
| 4      | Miranda Boonstra    | NED  | 2:32.13 | 1e NK       |
| 5      | Melanie Panayiotou  | AUS  | 2:34.35 |             |
| 6      | Carmen Martinez     | PAR  | 2:36.01 |             |
| 7      | Clara Canchanya     | PER  | 2:36.34 |             |
| 8      | Kriztina Papp       | HUN  | 2:36.59 |             |
| 9      | Adeline Roche       | FRA  | 2:40.13 |             |
| 10     | Hanna Vandenbussche | BEL  | 2:40.15 |             |
| 11     | Laura Markovaara    | FIN  | 2:42.36 |             |
| 12     | Hortensia Arzapalo  | PER  | 2:43.30 |             |
| 13     | Bornes Kitur        | KEN  | 2:44.25 |             |
| 14     | Aarthi Venkatesan   | AUS  | 2:47.30 |             |
| 15     | Tímea Merényi       | HUN  | 2:48.37 |             |
| 16     | Paula Tukiainen     | FIN  | 2:51.37 |             |
| 17     | Gabriela Traña      | CRC  | 2:52.04 |             |
| 18     | Arianne Beckers     | NED  | 2:54.47 | 2e NK       |
| 19     | Kimberly Deckers    | NED  | 2:55.56 | 3e NK       |
| 20     | Patricia Schreurs   | NED  | 2:56.07 | 4e NK       |

### NK Marathon Mannen
| rang   | naam             | tijd    | cat    |
| ------ | ---------------- | ------- | ------ |
| Goud   | Abdi Nageeye     | 2:12.33 | MSEN   |
| Zilver | Michel Butter    | 2:14.02 | MSEN   |
| Brons  | Gert-Jan Wassink | 2:17.34 | MSEN   |
| 4e     | Jeroen Veldhuis  | 2:25.33 | 1e M35 |
| 5e     | Colin Bekers     | 2:26.27 | 2e M35 |
| 6e     | Christian de Lie | 2:30.06 | 3e M35 |
| 7e     | Jos Timans       | 2:30.16 | MSEN   |
| 8e     | Nico Altorf      | 2:30.25 | 1e M45 |
| 9e     | Pip Tesselaar    | 2:30.48 | MSEN   |
| 10e    | Mark van Kessel  | 2:36.01 | MSEN   |

### NK Marathon Vrouwen
| rang   | naam              | tijd    |
| ------ | ----------------- | ------- |
| Goud   | Miranda Boonstra  | 2:32.13 |
| Zilver | Arianne Beckers   | 2:54.47 |
| Brons  | Patricia Schreurs | 2:56.07 |

1981 ·
1982 ·
1983 ·
1984 ·
1985 ·
1986 ·
1987 ·
1988 ·
1989 ·
1990 ·
1991 ·
1992 ·
1993 ·
1994 ·
1995 ·
1996 ·
1997 ·
1998 ·
1999 ·
2000 ·
2001 ·
2002 ·
2003 ·
2004 ·
2005 ·
2006 ·
2007 ·
2008 ·
2009 ·
2010 ·
2011 ·
2012 ·
2013 ·
2014 ·
2015 ·
2016 ·
2017 ·
2018 ·
2019 ·
2020 ·
2021 ·
2022 ·
2023 ·
2024